# 馬基安島

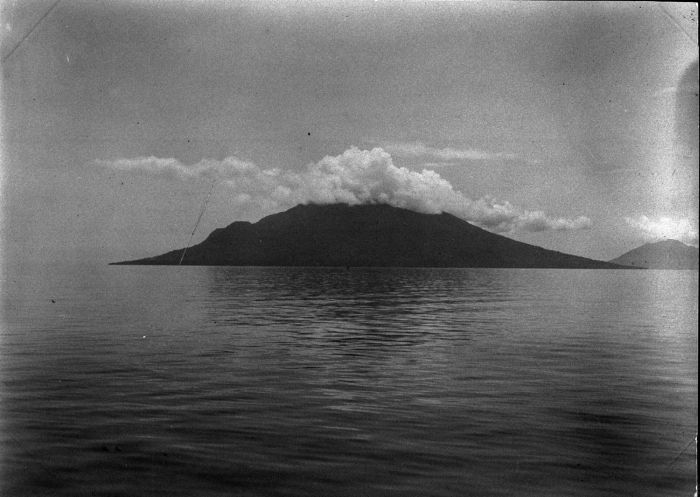

馬基安島是印度尼西亞的火山島，屬於摩鹿加群島的一部分，寬10公里，最高點海拔高度1,357米，頂部的火山口寬1.5公里，1760年發生的火山噴發導致約3,000名居民死亡。
00°20′N 127°22′E / 0.333°N 127.367°E